# Estanyol d'en Sisó
L' Estanyol d'En Sisó o Estanyol Vermell es troba al Pla de l'Estany. Aquest estanyol fa 25 metres de diàmetre i 11 metres de fondària màxima.
Està situat molt a prop de Can Cisó. Des de davant la casa heu de seguir un camine't que hi ha i a uns cinquanta metres trobareu l'estanyol Vermell, a l'esquerra. S'hi pot accedir fàcilment tot i estar una mica amagat entre la vegetació.
La seva singularitat són els canvis de colors de les seves aigües, que van des del blanc lletós fins al vermell. Aquests canvis de color són deguts a les poblacions bacterianes, per la presència de bacteris fotosintètics que es beneficien de les condicions sulfuroses de l'aigua. Per aquest fet és conegut internacionalment i se n'han fet estudis a diverses universitats.